# Kirchgattendorfer Altar

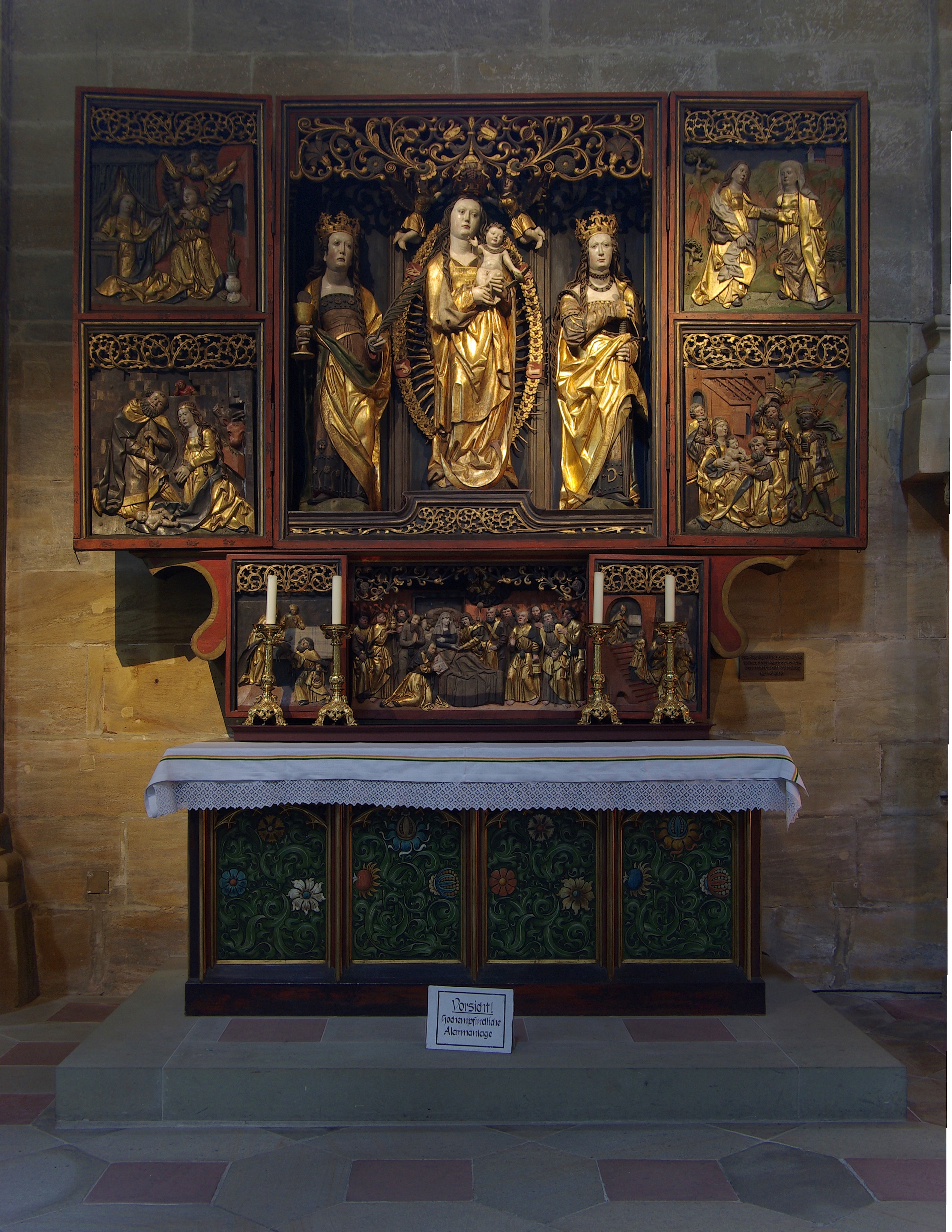
Der Kirchgattendorfer Altar

Der Kirchgattendorfer Altar ist ein spätgotischer Marienaltar im Bamberger Dom. Er wurde ursprünglich für die Kirche des Pfarrdorfes Kirchgattendorf angefertigt. Nachdem er dort lange ein Schattendasein gefristet hatte, wurde er Anfang des 20. Jahrhunderts nach Bamberg verkauft.

## Geschichte
Der Marienaltar stammt aus der Zeit um 1510 und diente bis zum Jahr 1708 als Zelebrationsaltar. Später hatte die Kirchengemeinde keine Verwendung mehr für ihn und er wurde im Untergeschoss des Turms abgestellt. 1919 wurde der Altar wegen Geldmangel an die Pfarrei Steinwiesen verkauft, die allerdings auch die hohen Restaurationskosten nicht aufbringen konnte und ihn an die Erzdiözese Bamberg weiterverkaufte. Heute ist dieser Marienaltar eine der Sehenswürdigkeiten im Bamberger Dom. Im Jahr 1921 musste er dem Veit-Stoß-Altar weichen und kam an seinen jetzigen Standort gegenüber vom Domreiter.

## Beschreibung
Am Kirchgattendorfer Altar sind in fast lebensgroßen Skulpturen Maria im Strahlenkranz und die Heiligen Katharina von Alexandrien mit Schwert und Barbara von Nikomedien mit Kelch und Hostie dargestellt. Die Innenseiten der Altarflügel tragen Reliefs aus dem Marienleben und der Kindheitsgeschichte Jesu, links oben die Verkündigung an Maria, unten die Geburt Christi, rechts oben die Heimsuchung und unten die Anbetung der Heiligen Drei Könige.
Auch die Predella ist durch Flügel verschließbar. In der Mitte ist der Tod Mariens sowie links die Zurückweisung des Opfers Joachims und rechts Mariens Tempelgang dargestellt. Bei geschlossenen Flügeln ist Christus am Ölberg und seine Gefangennahme zu sehen.